# Mistrzostwa Polski w Biathlonie 2003
37. Mistrzostwa Polski w biathlonie odbyły się w 2003 w Jakuszycach. Rozegrano osiem konkurencji: cztery konkurencje męskie: bieg indywidualny na dystansie 20 kilometrów, bieg sprinterski na dystansie 10 kilometrów, bieg na dochodzenie na 12,5 kilometrów i sztafetę 4 x 7,5 kilometrów oraz cztery konkurencje kobiece: bieg indywidualny na dystansie 15 kilometrów, bieg sprinterski na dystansie 7,5 kilometrów, bieg na dochodzenie na dystansie 10 kilometrów i sztafetę 4 x 6 kilometrów. 

## Terminarz i medaliści
| Data | Konkurencja                  | Złoto                                                                                | Srebro                                | Brąz                                                                                     |
| 2003 | Bieg indywidualny mężczyzn   | Sylwester Kulig AZS AE Wałbrzych                                                     | Łukasz Matysek AZS AWF Katowice       | Grzegorz Bodziana MKS Duszniki-Zdrój                                                     |
| 2003 | Bieg sprinterski mężczyzn    | Tomasz Sikora Dynamit Chorzów                                                        | Grzegorz Bodziana MKS Duszniki Zdrój  | Sylwester Kulig AZS AE Wałbrzych                                                         |
| 2003 | Bieg na dochodzenie mężczyzn | Tomasz Sikora Dynamit Chorzów                                                        | Grzegorz Bodziana MKS Duszniki-Zdrój  | Krzysztof Pływaczyk AZS AE Wałbrzych                                                     |
| 2003 | Sztafeta mężczyzn            | AZS AWF Katowice Łukasz Matysek Krzysztof Chotarski Łukasz Wojaczek Michał Piecha    | BKS WP Kościelisko                    | MKS Duszniki Zdrój                                                                       |
| 2003 | Bieg indywidualny kobiet     | Magdalena Gwizdoń KKS Bielsko-Biała                                                  | Katarzyna Ponikwia BKS WP Kościelisko | Anna Stera-Kustusz MKS Duszniki Zdrój                                                    |
| 2003 | Bieg sprinterski kobiet      | Magdalena Grzywa AZS AWF Katowice                                                    | Krystyna Pałka BKS WP Kościelisko     | Anna Stera MKS Duszniki Zdrój                                                            |
| 2003 | Bieg na dochodzenie kobiet   | Magdalena Grzywa AZS AWF Katowice                                                    | Magdalena Gwizdoń KKS Bielsko-Biała   | Katarzyna Ponikwia BKS WP Kościelisko                                                    |
| 2003 | Bieg sztafetowy kobiet       | MKS Duszniki-Zdrój Tiffany Tyrała Anna Stera-Kustusz Anna Janas Angelika Szrubianiec | AZS AWF Katowice                      | MKS Karkonosze Jelenia Góra Joanna Grzybek Magdalena Nykiel Izabela Daniło Agnieszka Cyl |